# Fnatic
Fnatic  (prononcé fnatic en anglais) est un structure de sport électronique britannique créé le 23 juillet 2004.

## Histoire
Fnatic est créé le 23 juillet 2004 par un fils et sa mère, Sam Mathews et Anne Mathews, sur le jeu Counter-Strike. Mais c'est en 2006 que les Fnatic montent sur la scène mondiale en participant à la finale de l'ESWC 2006, perdu contre MIBR après le recrutement, en 2005, des joueurs de l'équipe suédoise M&M. L'année d'après, la structure se lance dans le multigaming en ouvrant des sections sur d'autres jeux comme World of Warcraft, DotA ou encore Call of Duty 4: Modern Warfare.

## Logos

2009 à 2014
2014 à 2020
depuis 2020

## Divisions actuelles

### League of Legends[6]
L'équipe League of Legends de Fnatic a remporté le premier Championnat du monde en 2011 et détenait le record du plus grand nombre de trophées des Championship Series (LCS EU) gagné avec 7 victoires sur 15 tournois. Ce score est égalisé par G2 Esports au printemps 2020. Lors du segment d'été 2020, les 2 équipes s'affrontent en finale pour la 8ème couronne. G2 gagnera le championnat, détrônant ainsi Fnatic.
Durant les LCS d'été 2015, ils deviennent la première équipe à ne pas avoir perdu un seul match lors d'un Split. Lors du Championnat du monde 2018, l'équipe termine deuxième et est à ce stade la seule équipe occidentale à avoir atteint deux fois la finale[réf. nécessaire]. Du fait de ces réussites, l'équipe de LoL de Fnatic est considérée comme l'une des meilleures équipes de l'Ouest.
Lors de l'intersaison 2020-2021, le contrat de Rekkles, leader et star de Fnatic, arrive à son terme,. Il choisit de rejoindre G2 Esports, considérée comme l'équipe rivale en Europe. Nemesis et l'équipe se séparent sur un accord mutuel. Upset et Nisqy sont recrutés avec un contrat qui se termine en 2023.
Pour l'été 2021, Fnatic fait un pari en laissant entrer un jeune toplaner prometteur, Adam. Il prendra la place de Bwipo, qui décidera de roleswap vers la jungle. Selfmade, quant à lui, ira chez Team Vitality. Pendant ce split, ils finiront 2ème de la LEC, s'inclinant face à MAD Lions 3-1. Ils seront qualifiés pour les Worlds 2021 à Reykjavik, où ils ne parviendront pas à sortir de la phase de groupe, avec un changement de dernière minute en botlane, avec BEAN qui prend la place de Upset, qui doit s'absenter à cause d'un problème familial.
Après cette performance "décevante", Fnatic décide de former une superteam. Ils se séparent tout d'abord d'Adam, de Nisqy ainsi que de Bwipo, joueur ayant marqué l'histoire de Fnatic sur League of Legends. À leur place, le toplaner de G2 Wunder, le jungler de Misfits Razork ainsi que le midlaner des MAD Lions Humanoid. Pour le segment du Spring, Fnatic termine 3ème de la LEC, perdant face à des G2 revanchards. Le split du Summer s'annonce plus complexe pour Fnatic, terminant 5ème de la saison régulière. Ils s'inclineront en demi-finale des play-offs face à Rogue, à Malmö, ville qui accueillait la demi-finale et la finale de la LEC pour la première fois depuis le début de la crise de la Covid-19. Fnatic est qualifié pour la phase de play-ins des Worlds 2022. Ils sortent victorieux de ces play-ins se déroulant à Mexico, malgré les cas de Covid au niveau de la botlane orange et noir, et s'envolent vers New York pour la phase de groupe, qui s'annonce plus complexe, car on y retrouve notamment T1 et les champions du monde en titre de 2021 : Edward Gaming. Ils ne parviendront pas à sortir de cette phase de groupe, ce qui achève la saison 2022.
Pour 2023, Fnatic se renouvelle, en mettant de côté Upset, ainsi que l'un des piliers de Fnatic : Hylissang, quittant l'équipe après 5 ans en son sein. À leurs places, ils resignent le joueur mythique de l'équipe, Rekkles ainsi que Rhuckz, venant de leur académie. Ils se séparent aussi de Yamatocannon pour laisser place à Crusher.
Malgré une équipe qui semble viser le haut de tableau, l'effectif orange et noir se retrouve 9e de la LEC pendant la saison régulière, et ne parvient donc pas à atteindre la phase suivante pour la première fois de l'histoire de l'équipe. Pour rebondir sur cette mauvaise performance, ils décident de se séparer de Wunder, Rhuckz et Crusher. À leur place, on retrouve Oscarinin et Advienne, deux joueurs de Fnatic TQ, l'équipe académique de Fnatic en LVP, ainsi que Nightshare en tant que nouveau Head Coach. Malgré un début de split catastrophique pour l'équipe, avec notamment une performance hors norme pour Oscarinin qui ne fera aucun kills en 3 parties, ils retrouvent le goût de la victoire en gagnant face à Team Heretics. Cela leur permettra de faire 4 victoires d'affilée et ils parviennent à finir 6e de la saison régulière.  Ils finissent donc dans la phase de groupe de la LEC, et se retrouve premièrement face à Astralis. Le match se termine sur un 2-1 en faveur de l'équipe danoise. Fnatic descend alors dans le loser bracket, où ils affronteront MAD Lions, contre qui ils s'inclineront une seconde fois 1-2 ; ils termineront 8e du segment.
Le 28 avril 2023, Rekkles annonce qu'il allait roleswap support. Fnatic décide alors de ne pas l'aligner à l'équipe du summer split. Le 12 mai, on apprend aussi le départ de Wunder, qui part de Fnatic après un segment entier passé en tant que remplaçant. Un troisième joueur annonce quitter Fnatic : Advienne. Afin de remplacer les deux joueurs de la botlane, l'équipe va notamment choisir Trymbi, qui quitte KOI et qui laisse sa place à Advienne. L'équipe va également piocher dans les ERL, en choisissant un jeune joueur coréen du nom de Noah, ayant été formé chez KT Rolster en LCK CL,et ayant remporté l'Ultraliga avec Zero Tenacity.
| Nat. | Pseudo    | Nom                 | Rôle     | Date d'entrée    |
| ---- | --------- | ------------------- | -------- | ---------------- |
|      | Oscarinin | Óscar Muñoz Jiménez | Toplaner | 2 mars 2023      |
|      | Razork    | Iván Martín Díaz    | Jungler  | 10 décembre 2021 |
|      | Humanoid  | Marek Brázda        | Midlaner | 1er janvier 2022 |
|      | Upset     | Elias Lipp          | ADCarry  | 20 décembre 2024 |
|      | Mikyx     | Mihael Mehle        | Support  | 20 décembre 2024 |

|  | Nightshare | Tomáš Kněžínek    | Head Coach      | 2 mars 2023      |
|  | Hiiva      | Aleksi Kaikkonen  | Assistant Coach | 15 décembre 2022 |
|  | Gaax       | Pablo Vegas Pérez | Coach           | 5 janvier 2024   |

Fin 2021, l'équipe de NLC Fnatic Rising se métamorphose, et devient Fnatic TQ, résultat d'un partenariat avec l'équipe espagnole Team Queso, évoluant en LVP. L'académie de Fnatic quitte donc la NLC pour la LVP, en conservant 3 de leurs joueurs : MAXI, BEAN et Rhuckz. L'équipe montrera un certain intérêt pour de jeunes talents de LVP : Oscarinin et Baca, ainsi que pour le coach Crusher. Leur premier split se déroule correctement pour Fnatic TQ, finissant 1ère de LVP et se qualifiant aux European Masters. Ils sortiront de la compétition durant les huitièmes de finale, face à l'équipe académique de Vitality. En revanche, le split d'été est plutôt catastrophique. L'équipe sera 8ème de LVP, signant la fin de la saison pour les joueurs.
Pour 2023, l'équipe se sépare de Rhuckz et Crusher qui rejoignent l'équipe mère. Baca et MAXI suivent le mouvement. Ils seront remplacés par Rabble en Jungle, Nafkelah en Midlane et Advienne en tant que Support. Au niveau du coaching staff, Jarge sera le nouveau Head Coach et Gaax sera son assistant. À cause des changements effectués sur le effectif LEC de Fnatic, Oscarinin et Advienne laissent leurs places à Sven et Rhuckz, afin de jouer convenablement la fin de saison. Même avec ces changements, l'équipe arrive à la 3e place de la saison régulière de la LVP, et se qualifient en playoffs. Avec une victoire 3-0 face aux BISONS Eclub, ils doivent s'incliner face à Movistar Riders 3-0. Ils ne feront pas partis des EMEA Masters. Pour le second segment de l'année, Sven, BEAN et Rhuckz laissent respectivement leurs places à Doxy, Reptile et Kadir tandis que Gaax devient le Head Coach de l'équipe à la place de Jarge. Le début du second split de l'année est plutôt compliqué pour l'équipe fraîchement renouvelée. La première semaine, étant une superweek, ne se passe pas comme prévu ; ils terminent leur semaine en 0-3. La deuxième semaine est encore synonyme de problèmes pour Fnatic TQ car leur midlaner Nafkelah n'est pas apte à jouer. Il sera respectivement remplacé par Viketox, avec qui ils s'empareront de leur première victoire face à Guasones, et par Valans. Après cette deuxième semaine, ils se retrouvent en 1-4, à la 8ème position à égalité avec UCAM Tokiers et Guasones. Vers la fin de la saison régulière, durant laquelle ils n'obtiendront que 3 victoires supplémentaires en 5 semaines, Fnatic annonce que Reptile quitte l'équipe académique, à cause d'un compte smurf avec un nom inacceptable. 
Fin 2023, Fnatic se sépare de son équipe académique.

### Counter-Strike: Global Offensive[6]
L'équipe Counter-Strike est également considérée comme l'une des meilleures équipes de l'histoire, en ayant remporté trois Majors et divers autres tournois.
L'équipe joue son premier événement sur Counter-Strike: Global Offensive à l'occasion de la Dreamhack Winter 2012, juste après avoir remplacé Emil « FYRR73 » Karlsson par Dennis « Rytter » Rytter. Cette line-up danoise se sépare finalement en juillet 2013. Un mois plus tard, Fnatic acquiert son équipe suédoise, composée des anciens membres de l'équipe Epsilon. Quelques mois plus tard, Markus « pronax » Wallsten remplace Andreas « MODDII » Fridh en tant que leader de l'équipe. En décembre, l'équipe remporte le tout premier major de CS:GO, la DreamHack Winter 2013, en battant Ninjas in Pyjamas (abrégé NiP) en finale.
Le 30 juin 2014, Jonatan « devilwalk » Lundberg et Andreas « schneider » Lindberg sont remplacés par Freddy « KRiMZ » Johansson et Olof « olofmeister » Gustafsson. Pour son premier major avec ces deux joueurs, l'équipe termine deuxième de l'ESL One: Cologne 2014, en perdant la finale contre NiP. L'équipe fait partie des favorites pour le major suivant, la DreamHack Winter 2014, mais elle est éliminée après un quart de finale controversé contre la Team LDLC : un boost sur Overpass permet à olofmeister de voir une grande partie de la carte, ce qui permet aux Suédois de s'imposer. Mais le boost est déclaré illégal et, alors que le match doit être rejoué, Fnatic décide de déclarer forfait,.
L'équipe se ressaisit et s'affirme tout au long de l'année 2015 comme la meilleure du monde. Les Suédois remportent les deux premiers majors de l'année, l'ESL One Katowice en mars puis l'ESL One Cologne en août.
L'équipe ne parvient pas à se qualifier pour le major de Berlin, il s'agit de la première fois qu'elle ne participe pas à un major,. À la suite de cet échec, la structure décide en août 2019 de se séparer de Richard « Xizt » Landström et Simon « Twist » Eliasson. Ils sont remplacés un mois plus tard par deux joueurs qui avaient déjà évolué chez Fnatic, Robin « flusha » Rönnquist et Maikil « Golden » Selim. Pour son premier tournoi, cette line-up remporte la DreamHack Masters Malmö. En janvier 2021, la structure se sépare de flusha. Il est remplacé par Jack « Jackinho » Ström Mattson, qui devient également le nouveau sniper de l'équipe,.
Finalement, alors que les résultats restent médiocres, Fnatic décide d'abandonner la line-up entièrement suédoise. KRiMZ et Brollan sont conservés, et trois joueurs britanniques sont recrutés : Alex « ALEX » McMeekin, William « mezii » Merriman et Owen « smooya » Butterfield. De ces changements résulte une amélioration des résultats de l'équipe, qui remporte la DreamHack Open November sans perdre une seule carte.
| Nat. | Pseudo   | Nom               | Rôle   | Date d'entrée   |
| ---- | -------- | ----------------- | ------ | --------------- |
|      | mezii    | William Merriman  | Leader | 3 août 2021     |
|      | FASHR    | Dion Derksen      | Rifle  | 5 aout 2022     |
|      | roej     | Fredrik Jørgensen | Rifle  | 1 juin 2022     |
|      | KRiMZ    | Freddy Johansson  | Rifle  | 24 octobre 2016 |
|      | nicoodoz | Nico Tamjidi      | Sniper | 1 juin 2022     |

|  | keita | Jamie Hall | Entraineur | 8 aout 2021 |

### Tom Clancy's Rainbow Six: Siege[6]
En avril 2018, Fnatic fait l'acquisition des joueurs de l'équipe australienne Mindfreak. Lors du Six Invitational 2020, l'équipe est éliminée au deuxième tour du loser bracket par BDS Esports.
En février 2022, Fnatic annonce une toute nouvelle équipe, cette fois, à majorité japonaise. Seul Etienne « Mag » Rousseau reste dans l'équipe et rejoindra ses nouveaux coéquipiers au Japon.
| Nat. | Pseudo  | Nom              | Rôle   | Date d'entrée   |
| ---- | ------- | ---------------- | ------ | --------------- |
|      | Mag     | Etienne Rousseau | Joueur | 12 avril 2018   |
|      | Chibisu | Ryuya Hamasita   | Joueur | 26 février 2022 |
|      | Li9ght  | Hikaru Osawa     | Joueur | 26 février 2022 |
|      | Merieux | Tsukasa Asano    | Joueur | 26 février 2022 |
|      | Yura    | Naoki Takamoto   | Joueur | 26 février 2022 |
|      | Lily    | Kazuki Yamane    | Joueur | 26 février 2022 |

|  | GuNBoY    | Kazuhide Kawamura | Manager           | 26 février 2022 |
|  | Phenomene | Théo Hentgen      | Coach stratégique | 26 février 2022 |

| Pseudo     | Nom                        | Date d'arrivée   | Date de départ   |
| ---------- | -------------------------- | ---------------- | ---------------- |
| Crapelle   | Laurent Patriarche (Coach) | 14 mai 2020      | 1er février 2022 |
| Lusty      | Jason Chen                 | 12 avril 2018    | 25 février 2022  |
| MentalistC | Patrick Fan                | 29 novembre 2019 | 25 février 2022  |
| Alphama    | Léo Robine                 | 26 février 2021  | 2 février 2022   |
| Stigs      | Riley Mills                | 27 avril 2020    | 9 décembre 2021  |
| Tex        | Tex Thompson               | 29 novembre 2019 | 9 décembre 2021  |
| Acez       | Matthew McHenry            | 12 avril 2018    | 1er mars 2021    |
| Virtue     | Jake Grannan               | 30 novembre 2018 | 3 mars 2020      |
| Speca      | Ryan Ausden                | 12 mars 2019     | 29 novembre 2019 |
| RizRaz     | Ethan Wombwel              | 12 avril 2018    | 29 novembre 2019 |
| NeophyteR  | Daniel An                  | 12 avril 2018    | 5 mars 2019      |

### Dota 2[6]
| Nat. | Pseudo  | Nom                    | Rôle | Date d'entrée    |
| ---- | ------- | ---------------------- | ---- | ---------------- |
|      | Raven   | Marc Polo Luis Fausto  | 1    | 28 juillet 2020  |
|      | Moon    | Kam Boon Seng          | 2    | 4 septembre 2019 |
|      | Masaros | Natthaphon Ouanphakdee | 3    | 24 novembre 2020 |
|      | Jabz    | Anucha Jirawong        | 4    | 13 octobre 2020  |
|      | DJ      | Djardel Mampusti       | 5    | 4 avril 2017     |

|  | SunBhie | Lee Jeong-jae | Entraineur | 17 décembre 2019 |

### FIFA
D'abord en partenariat avec l‘AS Roma depuis 2017, Fnatic se lance sous son propre tag, le 7 novembre 2019, avec le recrutement du meilleur joueur du monde sur FIFA 19, Donovan « Tekkz » Hunt. Tekkz remporte, cette même année, la eChampions League et terminera au premier rang de la FIFA Global Series Rankings 2020 sur Xbox One.
L'arrivée de FIFA 22 voit la signature de Diogo « Diogo » Mendes, comme nouveau partenaire pour Tekkz lors des compétitions en 2 contre 2.
| \| Nat. \| Pseudo \| Nom \| Rôle \| Date d'entrée \| \| ---- \| ------ \| ------------ \| ----------- \| --------------- \| \| \| Tekkz \| Donovan Hunt \| Joueur Xbox \| 6 novembre 2019 \| \| \| Diogo \| Diogo Mendes \| Joueur Xbox \| 30 octobre 2021 \| |        |              |             |                 |
| Nat. | Pseudo | Nom          | Rôle        | Date d'entrée   |
| | Tekkz  | Donovan Hunt | Joueur Xbox | 6 novembre 2019 |
| | Diogo  | Diogo Mendes | Joueur Xbox | 30 octobre 2021 |

| Pseudo | Nom           | Plateforme          | Date d'arrivée  | Date de départ  |
| ------ | ------------- | ------------------- | --------------- | --------------- |
| Harry  | Harry Hesketh | Xbox et Playstation | 27 juillet 2020 | 23 janvier 2021 |

### Fortnite Battle-Royale[6]
| Effectif |
| -------- |
|          |

### Valorant
Fnatic se lance sur Valorant, le 3 février 2021 en signant l'équipe SUMN FC. Après seulement 3 mois, l'équipe fait ses premiers ajustements en libérant Moe40 et tsack pour les remplacer par Derke et Magnum. Olofmeister est même pressenti durant un temps dans l'équipe. Les changements ont un effet immédiat avec une victoire lors des VCT 2021: Europe Stage 2 Challengers 2 et une qualification pour le Masters 2 de Reykjavik que Fnatic perd en finale face à Sentinels.
Fnatic ne se qualifie pas pour le Masters 3 de Berlin, mais parvient à se hisser aux Valorant Champions 2021 éliminé par KRÜ Esports en quarts de finale.
BraveAF remplace Doma, en début d'année 2022.
Le 4 mars 2023, l'équipe Valorant de Fnatic gagne la finale du VCT LOCK//IN São Paulo 3 à 2 contre Loud, qui jouait à domicile.
| Nat. | Pseudo    | Nom             | Rôle   | Date d'entrée    |
| ---- | --------- | --------------- | ------ | ---------------- |
|      | Boaster   | Jake Howlett    | Joueur | 3 février 2021   |
|      | Derke     | Nikita Sirmitev | Joueur | 8 avril 2021     |
|      | Alfajer   | Emir Ali Beder  | Joueur | 9 mai 2022       |
|      | Leo       | Leo Jannesson   | Joueur | 16 octobre 2022  |
|      | Chronicle | Timofey Khromov | Joueur | 10 novembre 2022 |

|  | Mini | Jacob Harris | Entraineur | 8 février 2021 |

| Pseudo  | Nom                                  | Date d'arrivée | Date de départ   |
| ------- | ------------------------------------ | -------------- | ---------------- |
| Doma    | Domagoj Fancev                       | 3 février 2021 | 10 janvier 2022  |
| Anderzz | Martin Schelasin (Coach Stratégique) | 27 août 2021   | 20 décembre 2021 |
| tsack   | Kostas Theodoropoulos                | 3 février 2021 | 8 avril 2021     |
| Moe40   | Muhammad Hariff                      | 3 février 2021 | 7 avril 2021     |

### Halo Infinite
Le 13 janvier 2022, Fnatic recrute la Team WaR qui marque le retour de la structure sur le jeu, après l'avoir quitté en 2011.
| Nat. | Pseudo   | Nom                | Rôle   | Date d'entrée   |
| ---- | -------- | ------------------ | ------ | --------------- |
|      | Envore   | Torez Broyles      | Joueur | 13 janvier 2022 |
|      | Juziro   | Joseph Bartholomay | Joueur | 13 janvier 2022 |
|      | Sceptify | Juliano Sadiku     | Joueur | 13 janvier 2022 |
|      | SuperCC  | Chase Cavuto       | Joueur | 13 janvier 2022 |

|  | Strobe | Casey Hebert | Entraineur | 30 novembre 2021 |

## Anciennes divisions

### Heroes of the Storm
En octobre 2014, Fnatic arrive sur le jeu Heroes of the Storm, annonçant une équipe temporaire pour le tournoi de la BlizzCon, mettant en vedette des joueurs clés des scènes compétitives des jeux StarCraft II et League of Legends.
Le 19 décembre 2019, Fnatic abandonne le roster Heroes of the Storm, en réponse à l'annulation des HGC 2019.

### Rocket League
En octobre 2017, Fnatic recrute The Leftovers, équipe qui s'apprête à disputer la saison 5 des RLCS.

## Palmarès
| League of Legends | Counter-Strike: Global Offensive | Valorant |
| --- | --- | --- |
| - LCS EU (renommée LEC depuis 2019) , - 2013 Spring : Vainqueur - 2013 Summer : Vainqueur - 2014 Spring : Vainqueur - 2014 Summer : 2e place - 2015 Spring : Vainqueur - 2015 Summer : Vainqueur - 2016 Spring : 3e place - 2017 Spring : 3e place - 2017 Summer : 3e place - 2018 Spring : Vainqueur - 2018 Summer : Vainqueur - 2019 Spring : 3e place - 2019 Summer : 3e place - 2020 Spring : 2e place - 2020 Summer : 2e place - 2021 Spring : 5e place - Championnat du Monde (Worlds), - Saison 1 (2011) : Vainqueur - Saison 3 (2013) : demi finale - Saison 5 (2015) : demi finale - Saison 8 (2018) : 2e place - Saison 9 (2019) : quart de finale - Saison 10 (2020) : quart de finale | - CS:GO Major Championships : - Vainqueur - ESL One: Cologne 2015: flusha, JW, KRIMZ, olofmeister, pronax - ESL One: Katowice 2015: flusha, JW, KRIMZ, olofmeister, pronax - DreamHack Winter 2013: Devilwalk, flusha, JW, pronax, schneider - Finaliste - ESL One Cologne 2014 - Premier Tournaments : - Vainqueur - DreamHack Masters Malmö 2019 - World Electronic Sports Games 2017 - Intel Extreme Masters XII - World Championship - Intel Extreme Masters X - World Championship - ESL ESEA Pro League Season 2 - Finals - FACEIT 2015 Stage 3 Finals - ESL ESEA Pro League Season 1 - Finals | - Championships : - Vainqueur - Champions du VCT EMEA Stage 1 Boaster, derke, Alfajer, Chronicle, hiro - Vainqueurs du Superdome 2022 Boaster, derke, Alfajer, Mistic, Enzo - Vainqueurs du VCT LOCK//IN São Paulo Boaster, derke, Alfajer, Chronicle, Leo - Champions du VCT Masters Tokyo 2023Boaster, derke, Alfajer, Chronicle, Leo - Champions du VCT EMEA Stage 1 2024Boaster, derke, Alfajer, Chronicle, Leo - Champions du VCT EMEA Stage 2 2024Boaster, derke, Alfajer, Chronicle, hiro |

## Sources
- S6, officialisation de Fnatic Academy, 12 mai 2016, Millenium.org
- (en) Why Fnatic Are The Best Counter-Strike Team, 21 février 2016, Kotaku
- Fnatic mise sur le crowdfunding pour vendre ses périphériques pour joueurs, 17 novembre 2015, Next INpact